# 日本の平和の鐘

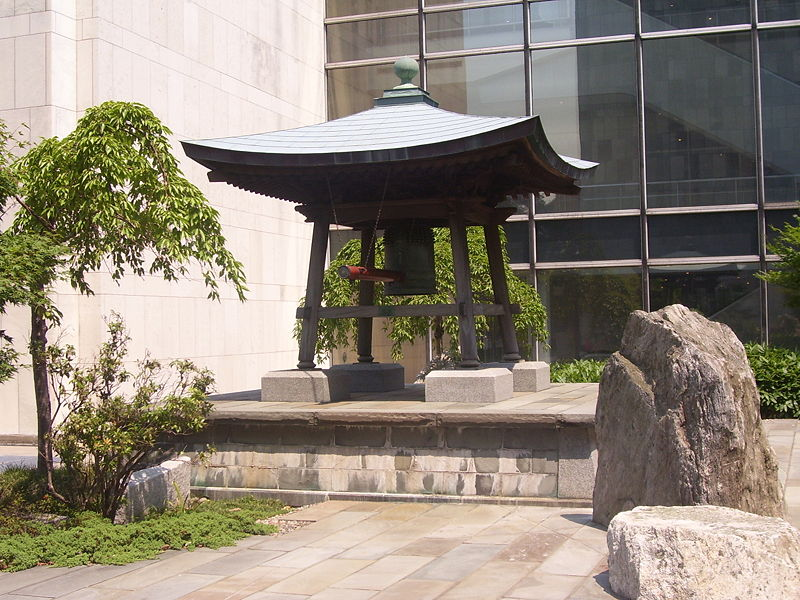
国際連合本部ビルに置かれている日本の平和の鐘

日本の平和の鐘（にほんのへいわのかね、Japanese Peace Bell）は、1954年6月、当時まだ国連に加盟が許されていなかった日本から、中川千代治が製作し、日本国際連合協会を通してニューヨーク国連本部に寄贈された釣鐘である。日本では『国連平和の鐘』とも呼ばれている。直径60センチメートル、高さ1メートル、重さ116キログラムの梵鐘で、正面には「世界絶対平和萬歳」と鋳込まれており、国連に於ける平和の象徴として、毎年9月、国連総会開会時及び9月21日の国際平和デーに合わせて、国連事務総長、国連幹部、各国の常任代表や著名人が出席して、平和を祈念した鐘打式が行われる。

## 概要
日本の平和の鐘は、1951年、第6回パリ国際連合総会に四国の愛媛県宇和島市から、単身オブザーバーとして自費で出席した、当時日本国際連合協会評議員で、後に愛媛県宇和島市長となる中川千代治が「主義主張、宗教、人種、国の違いを越えて、世界の人々から硬貨やメダルを集め、平和を願う人々の心として一つに溶かして造った平和の鐘を国連本部に贈呈したい。そしてその鐘を平和のために鳴らしてもらいたい」と、当時の国連事務次長ベンジャミン・コーヘン氏の協力を得て、各国代表者に訴えた。
反対する国はなく、参加国全員が承認の上、翌年の経済社会理事会で正式に受理されれ、「日本の平和の鐘・Japanese Peace Bell」として、ニューヨークの国連本部内、日本庭園に設置が決まった。
千代治は、趣旨に賛同した60余カ国の国連代表者から受け取ったコイン、ローマ法王ピオ12世から頂いた金貨9枚をはじめ、世界各地を回って自ら各国のコイン集め、3年をかけて香川県高松市の多田鋳造所で国連本部に贈る鐘を造った。 
鐘には「世界絶対平和萬歳」と鋳込まれ、撞木の当たる所は平和を意味する月桂樹で囲まれた太陽と月が描かれている。 また鐘楼は釈尊誕生の花御堂を象ったもので、宇和島市の宮大工の大下林平が製作し、1954年に横浜港から飯野海運の処女航海の船「常島丸」でニューヨークに送られた。このとき、広島で被爆した禅宗住職と長崎のキリスト教徒の女子学生から、鐘楼の礎石の下に埋めてほしいと届けられた一握りの被爆地の土も一緒に運ばれた。鐘楼と鐘は国連本部に設置され、同年6月8日、後援者であった澤田廉三国連大使とベンジャミン・A・コーエン国連事務次長の立ち合いのもと贈呈式が行われ、ニューヨークの国連本部で鐘が打ち鳴らされた。
現在、ニューヨーク国連本部日本庭園にある「日本の平和の鐘」は、年2回、３月21日のアースデイと、9月21日の国際平和デー前後に打ち鳴らされている。特に国際平和デーには、国連幹部や各国の常任理事、著名人などの出席の元、国連事務総長が世界平和を記念して鐘打を行う。

### 日本の平和の鐘の鋳造
直径60cm、高さ1m、重さ116kgの青銅製の梵鐘。中に1951年の第6回パリ国際連合総会に出席していた60余カ国の代表者からの受け取ったコインや、ローマ法王ピオ12世から頂いた金貨9枚をはじめ、中川千代治が世界各地を回って自ら集めた各国のコインや、地元の宇和島市民、その他日本各地から集められた多くの古銭や硬貨、軍刀のつば、弾丸、銅章、各宗派のバッジ、銅板などが鋳込まれている。
正面に鋳込まれた「世界絶対平和萬歳」の文字は、世界が永遠（萬歳）に絶対平和であるようにという意味で、世界平和への強い想いが込められている。
鋳造は高松市の名門鋳造所、多田鋳造所の第14代多田丈之助が千代治の依頼を受けて請け負い、鐘楼は宇和島市の宮大工、大下林平が同じく千代治の依頼を受けて製造した。

### 世界絶対平和萬歳
平和の鐘に刻まれた「世界絶対平和万歳」の文字は、『世界が絶対に永遠に平和であります様に』という中川千代治の強い願である。
萬歳という言葉は　「よろずの年」　永遠を意味する。
撞木のあたる所（撞き座）のマークは、月桂樹に囲まれた太陽と月を表しており、月桂樹は世界的に平和を意味し、太陽と月は陰陽、男女を意味し、夫婦の和、家庭の和、地域の和、国、そして世界に広がる和を意味す。
太陽（男性）と月（女性）が支えあっている絵柄であり、世界平和とは、まず身近なところの平和から見直すことが基本だというメッセージでもある。

## 平和の鐘の親鐘とレプリカ

### 日本の平和の鐘の原点
昭和25年、千代治復員後、故郷の宇和島の菩提寺である泰平寺に行き、戦争中鐘楼の鐘が武器などにするために拠出され無くなっていることを知った。そこで、戦争に持って行った軍刀や自分で集めていた26ヵ国のコインを入れて鋳造した「世界絶対平和萬歳」と刻印した平和の鐘を奉納した。1951年にパリの国連総会にオブザーバーとして出席し際は、その泰平寺の鐘の響きを録音して持って行き、出席者に聞かせて、国連に平和の鐘を寄贈することを訴えた。
泰平寺の鐘は、国連にある「日本の平和の鐘」の原点の親鐘と呼ばれている。

### 大阪万博と「平和の鐘」
日本の平和の鐘がニューヨークの国連本部に設置された後、中川千代治はその鐘を通じての平和活動を開始。1962年の米ソ冷戦下のキューバ危機の際には、アメリカとソ連の大使館を訪れ、「少しの思いやりと笑顔で世界平和が保たれる」というメッセージと共に、大使館を通して「日本の平和の鐘」の姉妹鐘として4kgのレプリカを、ケネディ大統領とフルシチョフ首相に渡した。
また、1970年の大阪万博では、世界中の人達が集まるこの機会にこそ『日本の平和の鐘』の存在を広く伝えたいと、当時の国連事務総長、ウ・タントに申し入れ、ニューヨーク国連本部から大阪の万博会場に『日本の平和の鐘』を里帰りさせた。
なお、その折に、国連本部の鐘楼が空にならないようにと、改めて同じ鐘を鋳造して国連本部に設置し、万博終了後、ニューヨークに返還された『国連平和の鐘』と入れ替えた。
現在、万博記念公園に設置されている『平和の鐘』は、そのとき国連本部の留守を守った鐘である。万博に合わせて千代治は、日本の平和の鐘と同じコインや貨幣の入った、重さ1kgの鐘のレプリカを150個作り、ウ・タント事務総長と、世界140カ国の大使館を訪問して、それぞれの元首あてに寄贈した。

## 一般社団法人国連平和の鐘を守る会
一般社団法人国連平和の鐘を守る会は、2013年に活動を開始し、中川千代治没後43年となる2015年、中川千代治の6女、高瀬聖子が代表として立ち上げた。国連に寄贈された「日本の平和の鐘」と、それを作った中川千代治の世界平和にかける想いが、その後の報道や記事などで正しく伝えられていないことを知り、日本の平和の鐘と中川千代治の世界平和への熱い想いを、現代、そして未来につなげていくことを目的として、会を発足した。
同年、会の名称と活動は国連にも認可されている。
代表の髙瀨聖子は、毎年9月21日前後にニューヨーク国連本部で行われる、日本の平和の鐘の鐘打式典に参加している。

### 一般社団法人国連平和の鐘を守る会の活動[8]
- 国連本部での鐘打式典に毎年出席
- 大阪万博記念公園平和の鐘の鐘打式典を主催
  - 大阪万博の時に、ニューヨーク国連本部の平和の鐘の留守番鐘となった平和の鐘の鐘打式典を大阪府の協力のもとに行っている。[9]

- 未来を担う子供達とのワークショップ
- 高瀬聖子は自ら日本各地の小中学校や地域イベントを回り、日本の平和の鐘の成り立ちや中川千代治の想いについて講演。
  - これまでに延べ5,000人に伝えている。それと並行して、国連にある日本の平和の鐘のストーリーを、子供にもわかりやすい絵本として英訳付きで出版しており、ニューヨークの国連本部にも置かれている。2016年には国連本部で絵本の出版記念会が開催され、日本人学校の生徒達と共に絵本を読み聞かせた。
- 2017年、ミャンマー政府に4㎏の平和の鐘のレプリカを3個贈呈。日本人学校と寺子屋と僧院で講演。
- 2019年、ボスニア・ヘルツェゴビナのサラエボに4㎏の平和の鐘のレプリカを贈呈。Saburina小学校とサラエボ大学の日本語教室で講演。

現在「国連平和の鐘を守る会」は、一人ひとりが自分にとっての平和な未来をイメージできるよう、今を生きる若い世代の平和への目線、想いを力に、戦争だけでなく、SDGsが提示する、貧困や飢餓、環境破壊、人種差別などのすべてをなくすことも視野に入れ、新しい人や文化の力を軸に活動中。『平和の鐘』が将来に向かう力を象徴する音として鳴り響くようにすることなど、より未来に向けた活動を推し進めている。

1994年、日本の鐘の40周年を記念して特別の式典が行われた。その際、ブトロス＝ガーリ国連事務総長は次のように述べた。

## ギャラリー

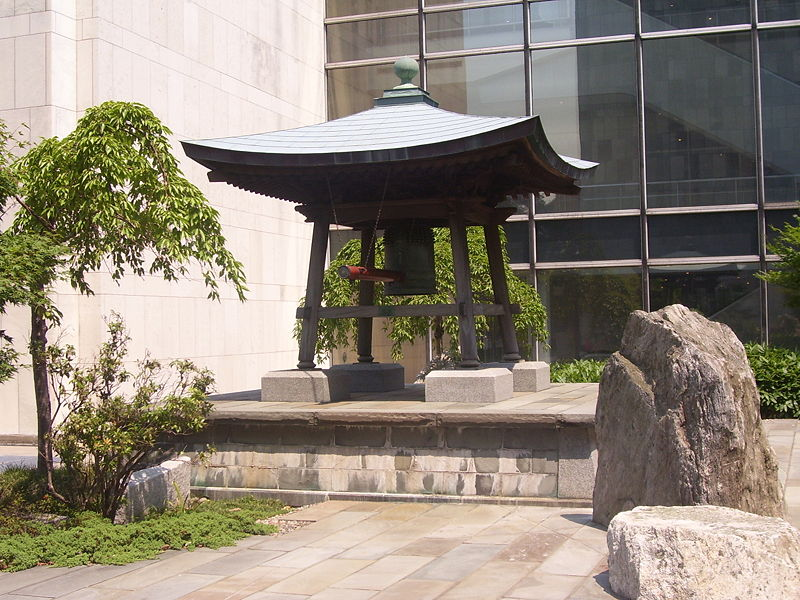
日本の平和の鐘
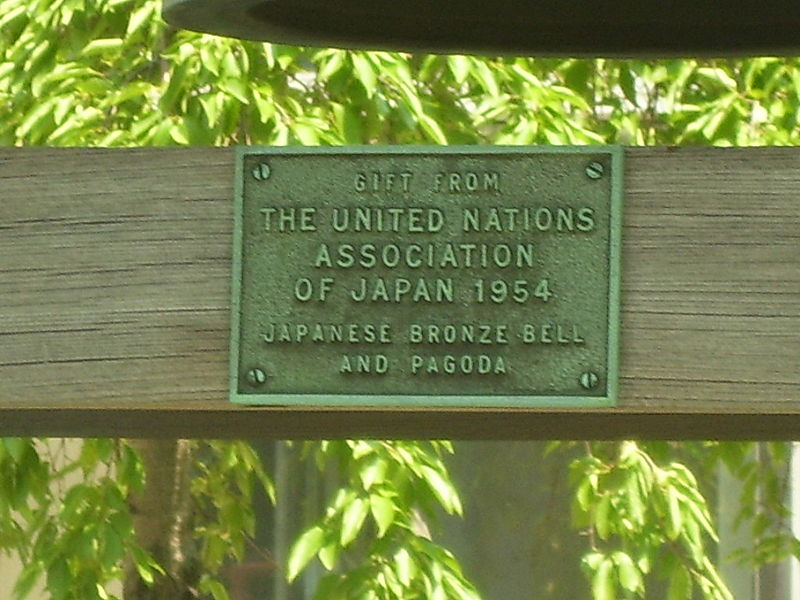
由来を記した飾り板
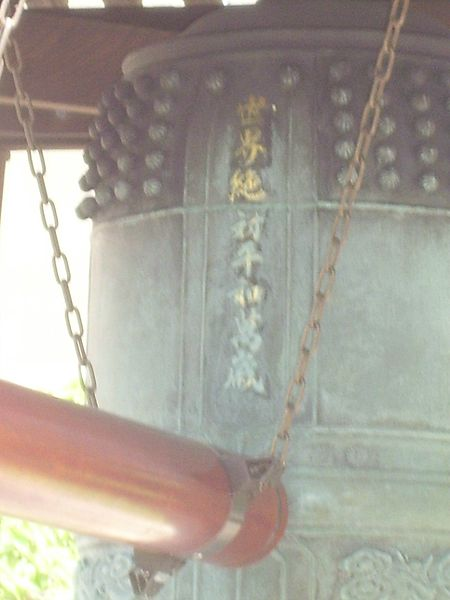
「世界絶対平和萬歳」

### 書籍
- 原案：髙瀨聖子／絵・文：相澤るつ子 (著), 相澤るつ子 (イラスト) 『コインでつなぐ平和の鐘』一般社団法人国連平和の鐘を守る会、2016年６月。ISBN 978-4-9908999-0-5。